# 黃佐
黃佐（1490年—1566年），字才伯，號泰泉，廣東香山（今中山市）石岐仁厚里人，祖籍江西筠州（今高安），明朝政治人物、學者，進士出身。

## 生平
正德五年（1510年），十二歲的黃佐中式庚午科廣東鄉试第一名舉人。正德十六年（1521年），中式辛巳科二甲第十一名進士。次年選庶吉士，授編修，“陳初政要務”，嘉靖十年（1531年）任廣西按察司僉事，修成《廣西通志》。因母病辭官歸家，拜師王守仁，“与论知行合一之旨，數相辨難”，得到王守仁稱讚，“家居九年，简宫僚”。嘉靖十三年（1534年），起用为南京翰林院编修兼詹事府司谏。後任江西僉事、廣西學督等職，因論河套事與大學士夏言不合，棄官歸養。嘉靖四十五年（1566年）七月二十二日卒，追赠礼部右侍郎，諡文裕。

## 著作
《四庫全書總目提要》評價黃佐“生平著述至二百六十餘卷，在明人之中，學問最有根底。”有《广东通志》七十卷、《泰泉乡礼》七卷、《诗传通觧》二十五卷、《礼典》四十卷、《乐典》三十六卷、《续春秋明经》十二卷、《小学古训》一卷、《姆训》一卷等。詩詞則著有《南征詞》六首。
- 南征詞之一

鳳野傳清蹕，龍旌逼絳霄。 風雷隨鼓角，日月耀金貂。 躍馬宜春苑，呼鷹織錦橋。 何如穆天子，空賦《白雲謠》。
- 南征詞之二

月照牛山迥，風飄鳳吹長。 從臣黃制袷，歌妓錦為妝。 玉輦棲蘿幌，金鞭問竹房。 夜闌調虎撥，知是奏《霓裳》。
- 南征詞之三

翠網張瑤浦，黃旗漾碧流。 殷勤供廟薦，蕭灑事宸游。 御氣通鮫室，祥煙化蜃樓。 魚龍應自喜，何敢負王舟。
- 南征詞之四

簇仗迎春至，行宮向曉開。 日邊千騎合，天上六龍來。 玉笛吹《楊柳》，雕鞍唱《落梅》。 共看球拂笑，歧路滿塵埃。
- 南征詞之五

柳映金陵暮，花搖玉帳春。 江淮明炮火，閶闔動梁塵。 秘戲征西域，迷樓構北辰。 三千歌舞地，誰似掌中人。
- 南征詞之六

桂海停舟楫，蓬山獻畫圖。 雲屯七萃甲，風遞九關符。 進酒龍衣濕，藏鬮豸繡呼。 雞人那復報，乘月射平蕪。

## 家族
曾祖父黃泗、祖父黃瑜，景泰七年（1456年）丙子科举人，曾任知縣、父親黃畿。母陳氏。慈侍下。黃泗為明初香山當地富翁，世居石岐仁厚坊。黃瑜、黃畿，均以治儒學聞名。
- 香山黄氏家族

## 墓葬
2024年10月29日，黃佐及其家族墓葬在廣州白雲山棲霞嶺被發現。其墓葬群共有三座墓，分別是黃佐本人與其妻李氏的合葬墓（築墓時間：隆慶元年（1567））、佐父畿之墓（築墓時間：嘉靖二十四年（1545））、佐祖父瑜之墓（築墓時間：正德丁丑（1517）年）。11月8日，有關部門對該墓群進行現場調查與登記錄入。在發現時，三座墓葬皆已受到不同程度之損害。
該墓葬群為鴨屎石砌築之交椅墓，三座墓按南北軸線依山勢而建，規模宏大且規格高，其中壟環之壓頂石、瓦當及滴水的圖案及其粗壯的華表柱，均為白雲山古墓中之罕見者。

## 延伸阅读
[在维基数据编辑]
 在维基文库阅读此作者作品
 《明史卷二百八十七》，出自《明史》